# Jan Bokszczanin (pułkownik)
Jan Bokszczanin (ur. 7 lipca 1887 w Syrycy, zm. wiosną 1940 w Charkowie) – pułkownik artylerii Wojska Polskiego, kawaler Orderu Virtuti Militari, ofiara zbrodni katyńskiej.

## Życiorys
Syn Stanisława i Pelagii z Maciuszewskich urodzony w majątku Syryca (Siryca), w gminie Tołoczyn ówczesnego powiatu sieńskiego guberni mohylewskiej.
W czasie I wojny światowej służył w armii rosyjskiej, a po jej rozpadzie dołączył do tworzonego na wschodzie Wojska Polskiego. Był żołnierzem III Korpusu Polskiego oraz I Korpusu Polskiego. Na początku stycznia 1919 przedostał się do Polski.
14 marca 1919 został przyjęty do Wojska Polskiego z zatwierdzeniem posiadanego stopnia kapitana ze starszeństwem od dnia 7 listopada 1918 i przydzielony z dniem 25 stycznia 1919 do Szkoły Artylerii w Rembertowie. Pełnił służbę w 2 pułku artylerii polowej Legionów. W dniach 3–5 czerwca 1920 dowodził podgrupą artylerii w obronie rzeki Berezyny. W sierpniu i wrześniu 1920 dowodził grupą artylerii przydzieloną do XXXIII Brygady Piechoty. 9 września 1920 został zatwierdzony w stopniu kapitana artylerii z dniem 1 kwietnia 1920, w „grupie byłych Korpusów Wschodnich i byłej armii rosyjskiej”. W latach 1920–1923, na froncie i w garnizonie Kielce, dowodził II dywizjonem 2 pap Leg.. 3 maja 1922 został zweryfikowany w stopniu majora ze starszeństwem z dniem 1 czerwca 1919 i 133. lokatą w korpusie oficerów artylerii. Z dniem 1 sierpnia 1924 został przesunięty ze stanowiska dowódcy II dywizjonu na stanowisko kwatermistrza pułku. 1 grudnia 1924 awansował na podpułkownika ze starszeństwem z dniem 15 sierpnia 1924 i 27. lokatą w korpusie oficerów artylerii. W marcu 1926 został wyznaczony na stanowisko komendanta Szkoły Podoficerów Zawodowych Artylerii w Toruniu. W kwietniu 1928 został przeniesiony z Centrum Wyszkolenia Artylerii w Toruniu do 11 pułku artylerii polowej w Stanisławowie na stanowisko zastępcy dowódcy pułku. Od 6 kwietnia 1929 dowodził 10 pułkiem artylerii ciężkiej w Przemyślu-Pikulicach i sprawował je przez kolejnych dziesięć lat. Na pułkownika awansował ze starszeństwem z dniem 1 stycznia 1931 i 9. lokatą w korpusie oficerów artylerii.
W czasie kampanii wrześniowej 1939 dowodził artylerią Obrony Przemyśla. Po agresji ZSRR na Polskę w dalszym etapie walk dostał się do niewoli sowieckiej. Przebywał w obozie w Starobielsku. Wiosną 1940 został zamordowany przez funkcjonariuszy NKWD w Charkowie i pogrzebany w Piatichatkach, gdzie od 17 czerwca 2000 mieści się oficjalnie Cmentarz Ofiar Totalitaryzmu w Charkowie. Grób symboliczny znajduje się na Cmentarzu Starym w Kielcach (kwatera 5B-1-13).

Był żonaty z Zofią z Wojciechowskich, inżynierem ogrodnictwa, z którą miał córkę Marię Zofię (1926–2023), filologa, profesora nauk humanistycznych, i syna Jerzego Piotra (ur. 19 października 1928).
Postanowieniem nr 112-48-07 Prezydenta RP Lecha Kaczyńskiego z 5 października 2007 został awansowany pośmiertnie do stopnia generała brygady. Awans został ogłoszony 9 listopada 2007 w Warszawie, w trakcie uroczystości „Katyń Pamiętamy – Uczcijmy Pamięć Bohaterów”.

## Ordery i odznaczenia
- Krzyż Srebrny Orderu Wojskowego Virtuti Militari nr 4543 – 1921[25]
- Krzyż Oficerski Orderu Odrodzenia Polski – 10 listopada 1938[26][27]
- Krzyż Walecznych trzykrotnie – 1921[2]
- Złoty Krzyż Zasługi – 19 marca 1935 „za zasługi w służbie wojskowej”[28][29]
- Medal Pamiątkowy za Wojnę 1918–1921 – 1928[2]
- Medal Dziesięciolecia Odzyskanej Niepodległości – 1928[2]
- Brązowy Medal za Długoletnią Służbę – 1938[2]